# Повітряний гвинт

Робота гвинта турбогвинтового літака моделі ATR 72

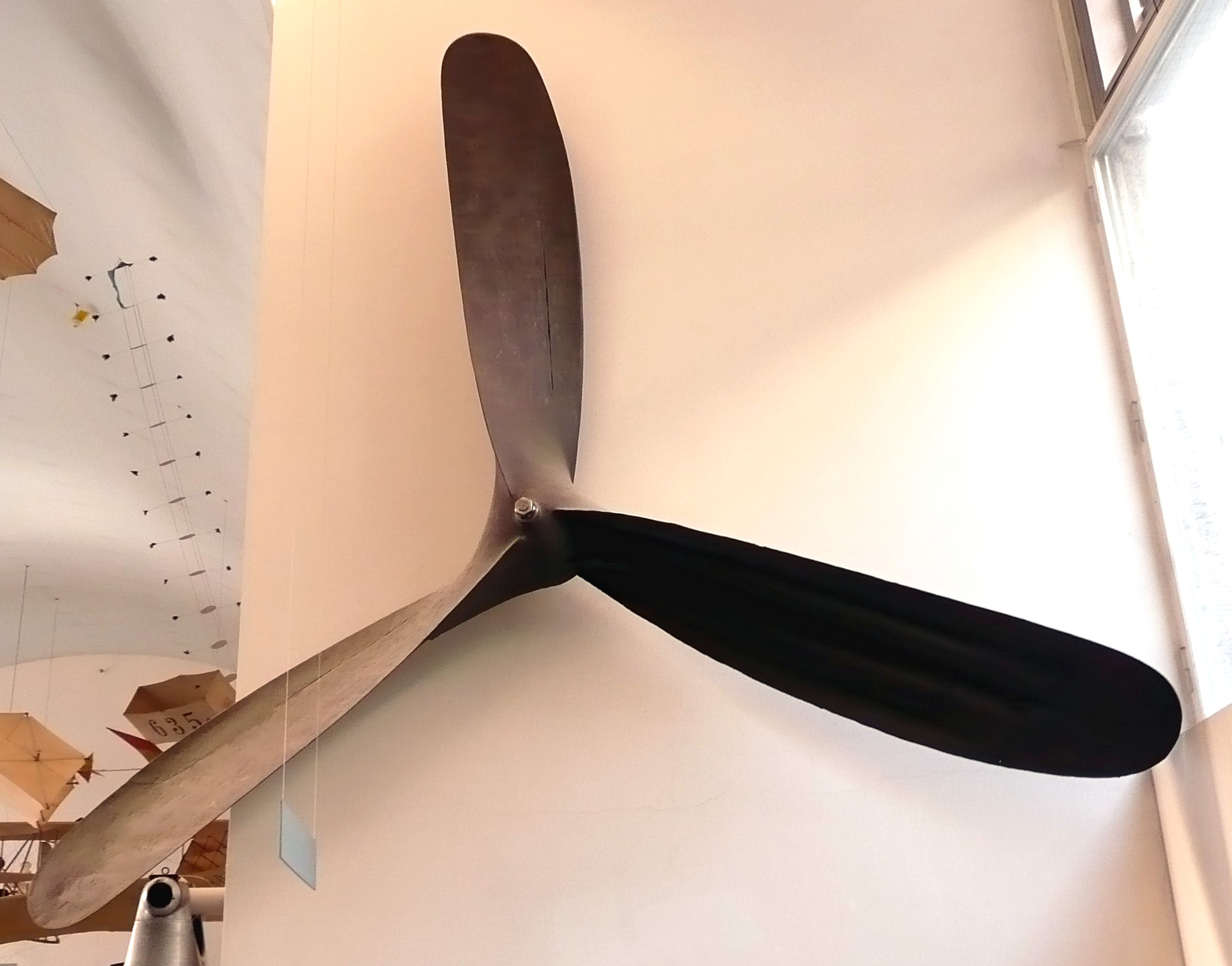
Пропелер німецького дирижабля SL1 (1911) діаметром 4,4 м

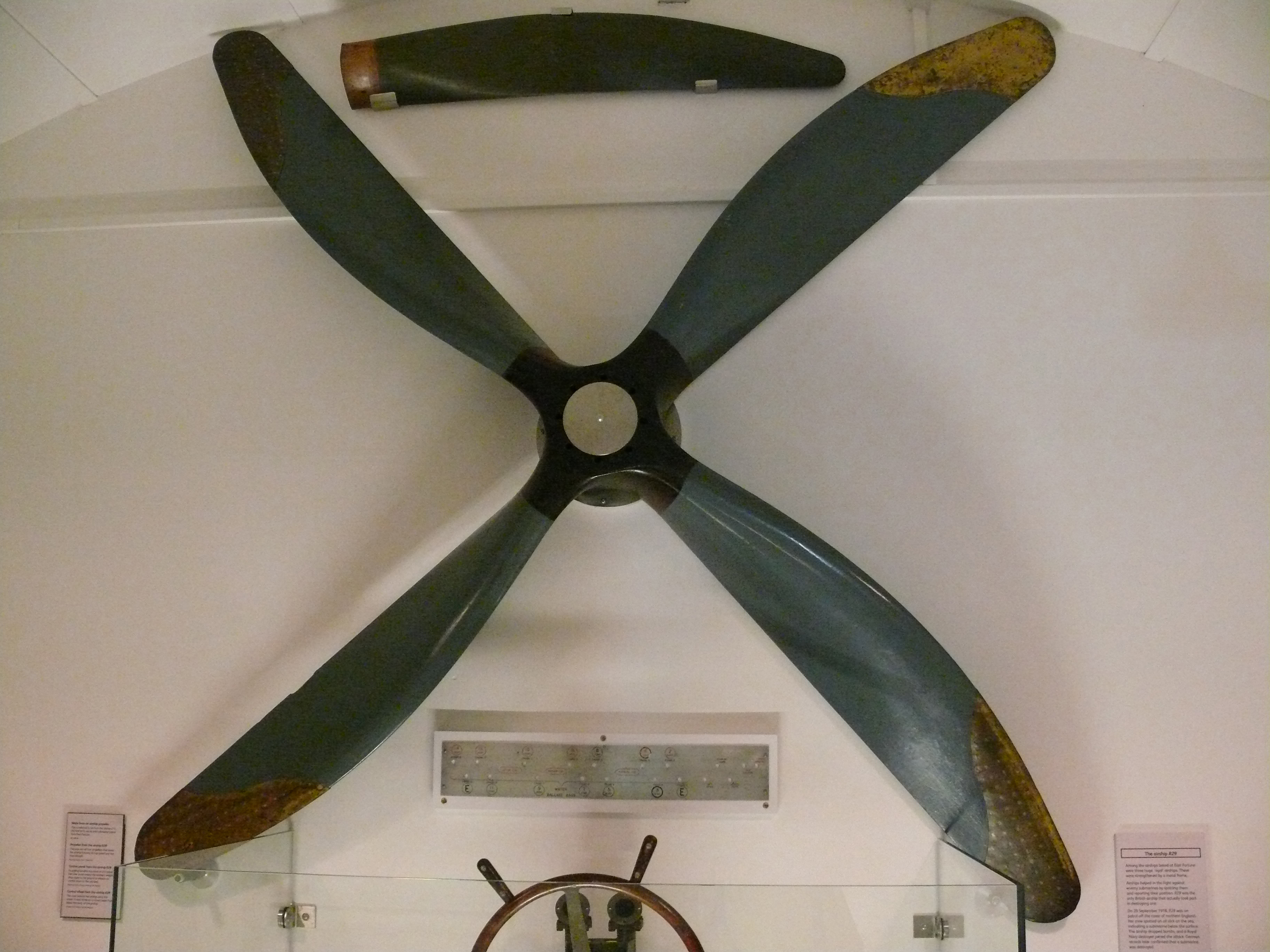
Повітряний гвинт англійського дирижабля R29 (1918) у шотландському музеї

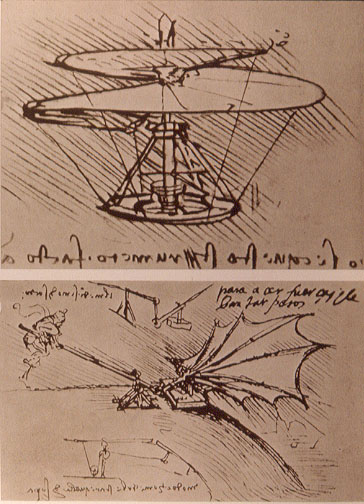
Літальний апарат конструкції Леонардо да Вінчі з повітряним гвинтом, прототип гелікоптера

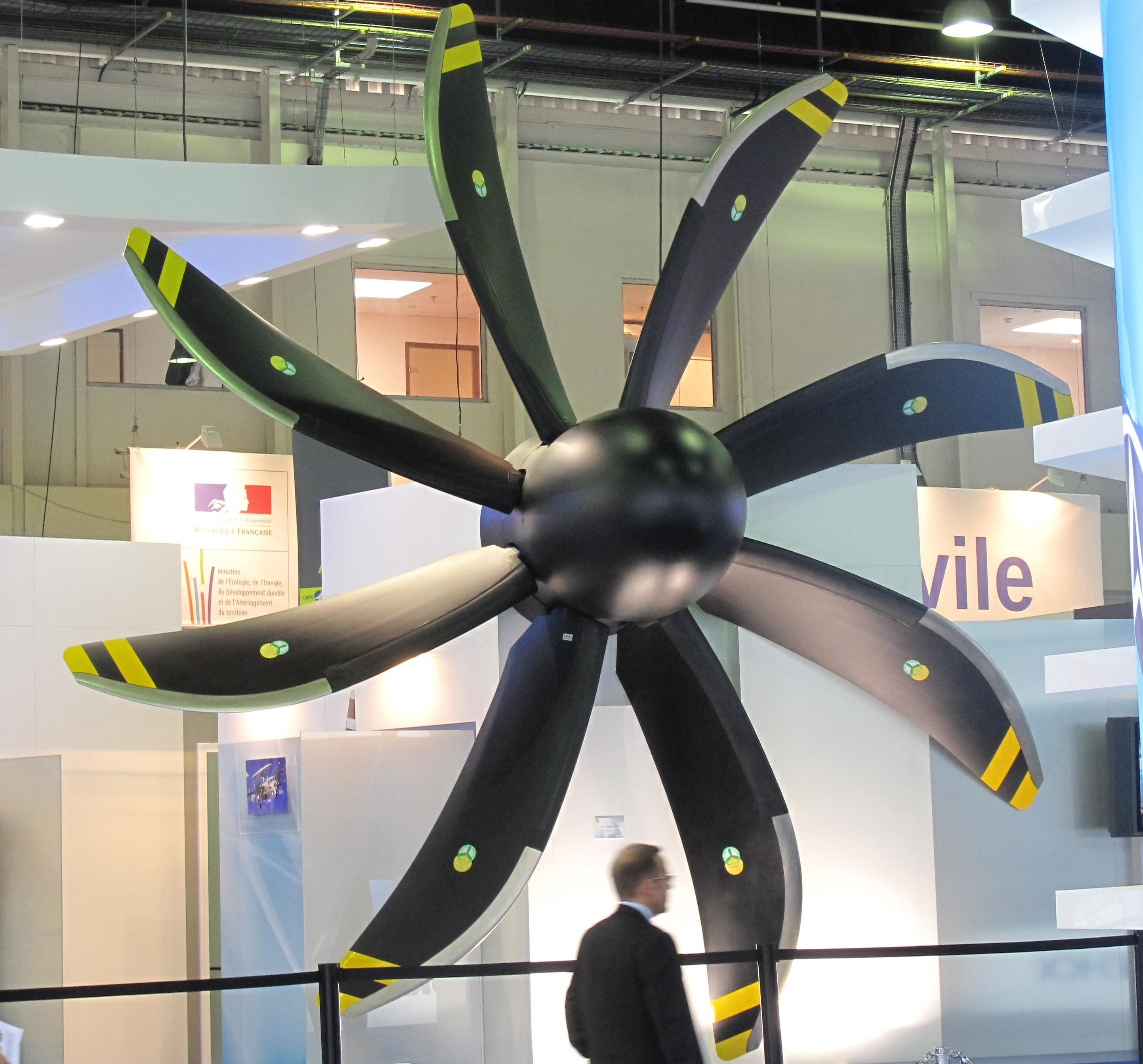
Сучасний повітряний гвинт транспортного літака A400M

Пові́тряний гвинт, пропе́лер (англ. propeller, від лат. propello — «підганяю», «штовхаю вперед») — лопатева машина (лопатевий агрегат), що приводиться в обертовий рух двигуном і призначена для перетворення потужності (крутного моменту) двигуна в тягу.
Пропелер застосовується як рушій для літаків, автожирів, цикложирів (циклокоптерів) і вертольотів з поршневими і турбогвинтовими двигунами, а також у тій же якості — для екранопланів, аеросаней, аероглісерів та суден на повітряній подушці. У автожирів і вертольотів повітряний гвинт використовується як тримальний гвинт, а у вертольотів ще і як кермовий гвинт.

## Принцип роботи
Лопаті гвинта, обертаючись захоплюють повітря й відкидають його в напрямку, який протилежний до руху. Перед гвинтом утворюється зона пониженого тиску, за гвинтом — підвищеного. Обертання лопатей повітряного гвинта приводить до того, що маси повітря, які ним відкидаються, набувають одночасно руху в коловому й радіальному напрямах, на що й використовується основна енергія, яка підводиться до гвинта.

## Історія
Ідею повітряного гвинта ще в 1483 році запропонував Леонардо да Вінчі, а вперше застосував на практиці М. В. Ломоносов. У 1754 році він побудував модель приладу з повітряним гвинтом для метеодосліджень прототип гелікоптера з двома гвинтами для вертикального злету. Вихрову теорію повітряного (гребного) гвинта розробив у 1912—18 роках М. Є. Жуковський.
Перші повітряні гвинти виготовляли з дерева. В 20-х роках вони стали металевими (із дюралюмінію). З появою реактивних літаків пропелери відійшли на задній план. Основними аеродинамічними варіантами літаків в період з 1905 по 1908 р. були: біплан з коробчастим крилом, переднім кермом висоти і штовхальним пропелером; біплан (поліплан) без перегородок на крилі з тягнучим гвинтом; моноплан «нормальної» схеми з тягнучим гвинтом; моноплан з самобалансуючим крилом без стабілізуючого хвостового оперення.
Наступним кроком у розвитку повітряного гвинта була поява можливості зміни кроку як на землі, так і в польоті. Останні конструкції набули поширення в кінці 1930-х років
З подорожчанням палива, конструктори знову згадали про економічніші у порівнянні з реактивною тягою повітряні гвинти, створили так звані гвинтовентилятори — пропелери з 8-12 тонкими лопатями. Порівняно із звичайними гвинтами вони мають менший діаметр і масу, набагато менше шумлять, а, головне, економлять майже третину палива.

## Класифікація
Повітряні гвинти поділяються:
- за способом встановлення лопатей — на гвинти незмінного, фіксованого й змінюваного кроку (можуть бути флюгерними або флюгерно-реверсивними);
  - у повітряних гвинтах незмінного кроку лопаті не повертаються навколо своїх осей;
  - лопаті повітряних гвинтів фіксованого кроку можуть бути встановлені під необхідним кутом перед польотом, але під час роботи кут не змінюється;
  - у повітряних гвинтах змінюваного кроку можна змінювати кут установки лопатей за допомогою системи ручного керування або автоматично за допомогою регулятора частоти обертання. Регулятор підтримує задану частоту обертання двигуна, змінюючи крок за допомогою подачі оливи через систему каналів у відповідні порожнини механізму керування повітряних гвинтів з гідравлічним приводом;
  - у флюгерного повітряного гвинта лопаті можуть установлюватися за потоком для зменшення аеродинамічного опору при вимушеній зупинці двигуна в польоті;
  - лопаті реверсивного та флюгерно-реверсивного повітряного гвинта можуть також установлюватися в таке положення, коли при його обертанні створюється негативна тяга, яка використовується під час приземлення для скорочення довжини пробігу й маневрування на землі;
- за видом механізму зміни кроку — з механічним, електричним або гідравлічним приводом;
- за схемою роботи — прямої (тягнучі і штовхаючі) або зворотної схеми роботи;
- за конструктивним виконанням — на одинарні, співвісні, дворядні та повітряні гвинти у кільці:
  - одинарний гвинт має один ряд лопатей;
  - співвісний повітряний гвинт складається із двох одинарних гвинтів, установлених на співвісних валах, що обертаються у протилежних напрямках;
  - дворядний повітряний гвинт складається із двох розташованих один за іншим одинарних гвинтів, які обертаються в одному напрямку;
  - повітряний гвинт у кільці має профільоване кільце, завдяки якому створиться доповнююча тяга (ефективна на малих до 200 км/год швидкостях).

## Технічні параметри
Визначальними технічними параметрами є діаметр гвинта, ширина і товщина лопаті, а також крок гвинта.
Діаметром гвинта D називається діаметр кола, яке описують кінці його лопатей під час обертання.
Ширина лопаті b- це хорда перетину на заданому радіусі. У розрахунках зазвичай використовують відносну ширину лопаті.
{\displaystyle {\bar {b}}\ ={\frac {b}{D}}}
Товщиною лопаті c на радіусі називається найбільша товщина перерізу на цьому радіусі.
Товщина змінюється вздовж радіуса лопаті, зменшуючись від центру гвинта до його кінця. Під відносною товщиною розуміють відношення абсолютної товщини до ширини лопаті на тому ж радіусі:
{\displaystyle {\bar {c}}\ ={\frac {c}{D}}}
Кутом установки перерізу φ лопаті називається кут, утворений хордою даного перетину з площиною обертання гвинта.
Кроком перетину лопаті H називається відстань, яку пройде цей перетин в осьовому напрямку при повороті гвинта на один оберт навколо своєї осі, загвинчуючись в повітря як в тіло, що не стискується.
Крок і кут установки перерізу пов'язані очевидним співвідношенням:
{\displaystyle \tan \phi ={\frac {H}{2\pi r}}}
Реальні повітряні гвинти мають крок, що змінюється вздовж радіуса за певним законом. За характерний кут встановлення лопаті приймається, зазвичай, кут встановлення перерізу, розташованого на 0,75 R від осі обертання гвинта, що позначається як φ0,75.
Круткою лопаті називається зміна по радіусу кутів між хордою перетину на даному радіусі та хордою на радіусі 0,75 R, тобто φ-φ0,75.
Для зручності користування всі перераховані геометричні характеристики часто відображають графічно у функції від поточного радіуса гвинта.

## Переваги та недоліки повітряних гвинтів
ККД сучасних повітряних гвинтів досягає 82…86 %, що робить їх досить привабливими для авіаконструкторів. Літаки з турбогвинтовими рушіями є значно економічнішими порівняно з літаками з реактивними двигунами. Однак повітряний гвинт має і деякі обмеження, як конструктивного, так і експлуатаційного характеру. Деякі з цих обмежень наведено нижче.
- Ефект запирання. Цей ефект виникає або при збільшенні діаметра повітряного гвинта, або при зростанні частоти обертання, і проявляється у відсутності зростання тяги із збільшенням потужності, що передається гвинту. Ефект пов'язаний з появою на лопатях гвинта ділянок з близькою до звукової і надзвуковою течією повітря (т. з. хвильова криза). Це явище накладає суттєве обмеження на технічні характеристики літаків з гвинтомоторними рушіями. А саме, сучасні літаки з повітряними гвинтами, зазвичай, не можуть досягати швидкостей більших за 650…700 км/год. Найшвидший турбогвинтовий літак — бомбардувальник Ту-95 — має максимальну швидкість 920 км/год.

- Підвищена шумність. Шумність сучасних літаків регламентується нормами ICAO (англ. International Civil Aviation Organization). Повітряний гвинт у ці норми не вписується.

## Майбутнє повітряного гвинта та нові дослідження
Авіаконструктори постійно шукають нові технічні рішення, що покращити характеристики гвинтових рушіїв.
- Подолання ефекту запирання. На найпотужнішому у світі серійному турбогвинтовому двигуні НК-12[2] крутний момент силової установки ділиться між двома співвісними повітряними гвинтами, що обертаються у протилежні боки.

- Застосування шаблеподібних лопатей. Багатолопатевий повітряний гвинт з тонкими шаблеподібними лопатями дозволяє змістити появу хвильової кризи, і тим самим збільшити максимальну швидкість польоту. Таке технічне рішення реалізоване на літаку Ан-70.

- Розробка надзвукових повітряних гвинтів. Ці розробки ведуться уже давно, але поки не знайшли реального технічного втілення. Лопать надзвукового повітряного гвинта має надзвичайно складну форму, що суттєво ускладнює її розрахунок на міцність. Крім того, експериментальні надзвукові гвинти виявились надзвичайно шумливими.

- Імпелер. Розташування повітряного гвинта в аеродинамічному кільці є досить перспективним технічним вирішенням, оскільки дозволяє знизити кінцеве обтікання лопатей, знизити шумливість, і підвищити безпеку при обертанні гвинта. Однак вага самого кільця є обмежувальним фактором для широкого використання такого конструкторського вирішення в авіації. Зате на аеросанях, аероглісерах, суднах на повітряній подушці і дирижаблях імпелер можна зустріти досить часто.

- Вентилятор. Також, як і імпелер, розташований у кільці, але крім того, має вхідний і деколи вихідний напрямний апарати. Напрямний апарат виконується у вигляді системи нерухомих лопатей (статор), що дозволяють регулювати потік повітря, що потрапляє на ротор вентилятора, і цим підняти його ефективність. Досить часто використовується у сучасних авіаційних двигунах.